# Samar do Norte
Samar do Norte é um província de  segunda classe de renda da província (d) na região Visayas Orientais (Região VIII), nas Filipinas. De acordo com o censo de 1 de maio  de  2020 possui uma população de 639 186 pessoas e 124 909 domicílios.
A sua capital é Catarman.

## Subdivisões
Municípios
- Allen
- Biri
- Bobon
- Capul
- Catarman
- Catubig
- Gamay
- Laoang
- Lapinig
- Las Navas
- Lavezares
- Lope de Vega
- Mapanas
- Mondragon
- Palapag
- Pambujan
- Rosario
- San Antonio
- San Isidro
- San Jose
- San Roque
- San Vicente
- Silvino Lobos
- Victoria